# Arnoldo Fernández Urbano
Arnoldo Fernández Urbano (6 de gener de 1883 - El Pardo, 6 de març de 1939) va ser un militar espanyol, coronel de l'Exèrcit Popular de la República, que va lluitar a favor del Front Popular durant la Guerra Civil Espanyola. Va ser afusellat pels comunistes en els últims dies del conflicte pel seu suport al cop de Casado.
A l'inici de la guerra era comandant d'infanteria diplomat del Estat Major. El setembre del 1936 Largo Caballero l'inclou entre els membres de l'Estat Major del Ministeri de la Guerra. Ascendeix en aquesta època a tinent coronel.
A principis de novembre de 1936 passa a l'Estat Major de Rojo, sent el cap de la 1a secció, i participant en la defensa de Madrid. El 31 de desembre de 1936, quan es crea el Cos d'Exèrcit de Madrid, sota les ordres del general Miaja, roman com a cap de la 1a secció de l'Estat Major d'aquest.
En març de 1939, ja com a coronel, i destinat en l'Estat Major de l'Exèrcit del Centre com a cap de la secció d'Organització, dona suport a el cop d'estat de Segismundo Casado contra el govern de Juan Negrín. Juntament amb Joaquín Otero Ferrer i José Pérez Gazzolo és capturat pels comunistes negrinistes de Guillermo Ascanio el dia 6 en la posició Jaca (Parc d'El Capricho). Portats fins al Pardo, seran afusellats. Com a represàlia per aquestes morts, Barceló seria després també afusellat.